# Don’t Break the Heart That Loves You
Don’t Break the Heart That Loves You ist der Titel eines englischsprachigen Popsongs. Er wurde von dem Autorenteam Benny Davis / Ted Murry geschrieben und 1962 mit der Sängerin Connie Francis in den USA zu einem Nummer-eins-Hit.

## Das Original

### Entstehung
Seit 1955 veröffentlichte die US-amerikanische Sängerin Connie Francis weltweit Popsongs über die Hollywood-Plattenfirma MGM Records. Zwei Monate nach ihrem letzten Top-10-Erfolg When the Boy in Your Arms begann die Produktion einer neuen Single mit Connie Francis. Für die A-Seite wurde der Titel Don’t Break the Heart That Loves You ausgewählt. In dem von Benny Davis geschriebenen Text (Brich nicht das Herz das dich liebt) wird die Frage gestellt „Warum verletzt du mich ständig mit Flirts, warum behandelst du unsere Liebe so achtlos?“ Die Melodie stammt von Ted Murry, der bereits seit den 1940er Jahren als Komponist wirkte, bisher aber nur mit There Must Be a Reason, gesungen von Frankie Laine einen Top-10-Erfolg in Großbritannien erfolgreich gewesen war. MGM brachte die neue Francis-Single im Januar 1962 mit der Katalog-Nummer 13059 in die amerikanischen Plattenläden. In den folgenden Monaten erschien die Single auch in weiteren englischsprachigen Ländern, aber auch in Deutschland, den Niederlanden, in Dänemark sowie in Japan (mit abweichender B-Seite).

### Erfolge
Am 10. Februar 1962 erschien Don’t Break the Heart zum ersten Mal in den Hot 100 des US-Musikmagazins Billbord. Von Platz 66 stieg der Titel binnen fünf Wochen in die Top 10 auf. Am 31. März stand Connie Francis an der Spitze der Hot 100, konnte sich dort aber nur für eine Woche halten. Insgesamt war Don't Break the Heart 13 Wochen lang in den Billboard-Charts. Im Konkurrenzmagazin Cashbox war der Titel ebenfalls für 13 Wochen notiert, erreichte als Bestwert aber nur den zweiten Platz. In den Top 30 des britischen Musikmagazins New Musical Express war Don’t Break the Heart nur zwei Wochen lang vertreten und kam lediglich auf Position 28. Im deutschen Magazin Musikmarkt konnte sich der Originaltitel nicht platzieren.

## Tu’ mir nicht weh

Nummer-eins-Hit in Deutschland

Nach den Erfolgen mit den deutschen Coverversionen der Connie-Francis-Titel Everybody’s Somebody’s Fool (Die Liebe ist ein seltsames Spiel) und Someone Else's Boy (Schöner fremder Mann) nahm MGM auch die Produktion einer deutschsprachigen Version von Don’t Break the Heart in Angriff. MGM griff auf den Text der deutschen Erfolgsautorin Fini Busch zurück, die zuletzt mit dem Text zu Ted Herolds Moonlight einen Nummer-eins-Hit geschrieben hatte. Buschs Adaption von Don’t Break the Heart trägt die Titelzeile Tu’ mir nicht weh, und der Text hält sich weitgehend an das Original: „Tu’ mir nicht weh my Darling, lass mich nie allein.“ Die geplante Single wurde unter der Leitung von Gerhard Mendelson am 12. April 1962 im Wiener Austrophon Studio produziert. Im Mai 1962 wurde die Single MGM 61 056 in die Plattenläden ausgeliefert. Am 2. Juni nahm Musikmarkt den Titel Tu’ mir nicht weh in die Top 50 auf. Zwei Wochen später folgte der Titel der B-Seite Paradiso, und fortan setzte Musikmarkt beide Titel gemeinsam auf denselben Platz. Am 1. und 8. September lagen beide Titel auf Platz eins der Top 50. Tu’ mir nicht weh kam insgesamt 21 Wochen lang in die Hitliste, die B-Seite brachte es auf 20 Wochen. Die Jugendzeitschrift Bravo nahm nur den Titel Paradiso in die Hitlist Musicbox auf.

## Weitere Coverversionen
Während Connie Francis’ Originaltitel weltweit Verbreitung fanden, sang sie auch zahlreiche ihrer Erfolgstitel in anderen Sprachen. Dies wurde auch bei Don’t Break the Heart so gehandhabt. Neben der deutschen Coverversion nahm sie den Erfolgstitel in Italienisch, Spanisch (Mi corazón te adora) und auch auf Japanisch auf. 1964 nahmen in den USA die Lennon Sisters Don’t Break the Heart in ihre Langspielplatte #1 Hits Of The 1960's auf. Außerdem gibt es eine Instrumentalfassung mit dem Jazzpianisten Bernie Leighton, die im Juli 1962 bei Colpix Records erschien.